# Schönebecker Straße 116

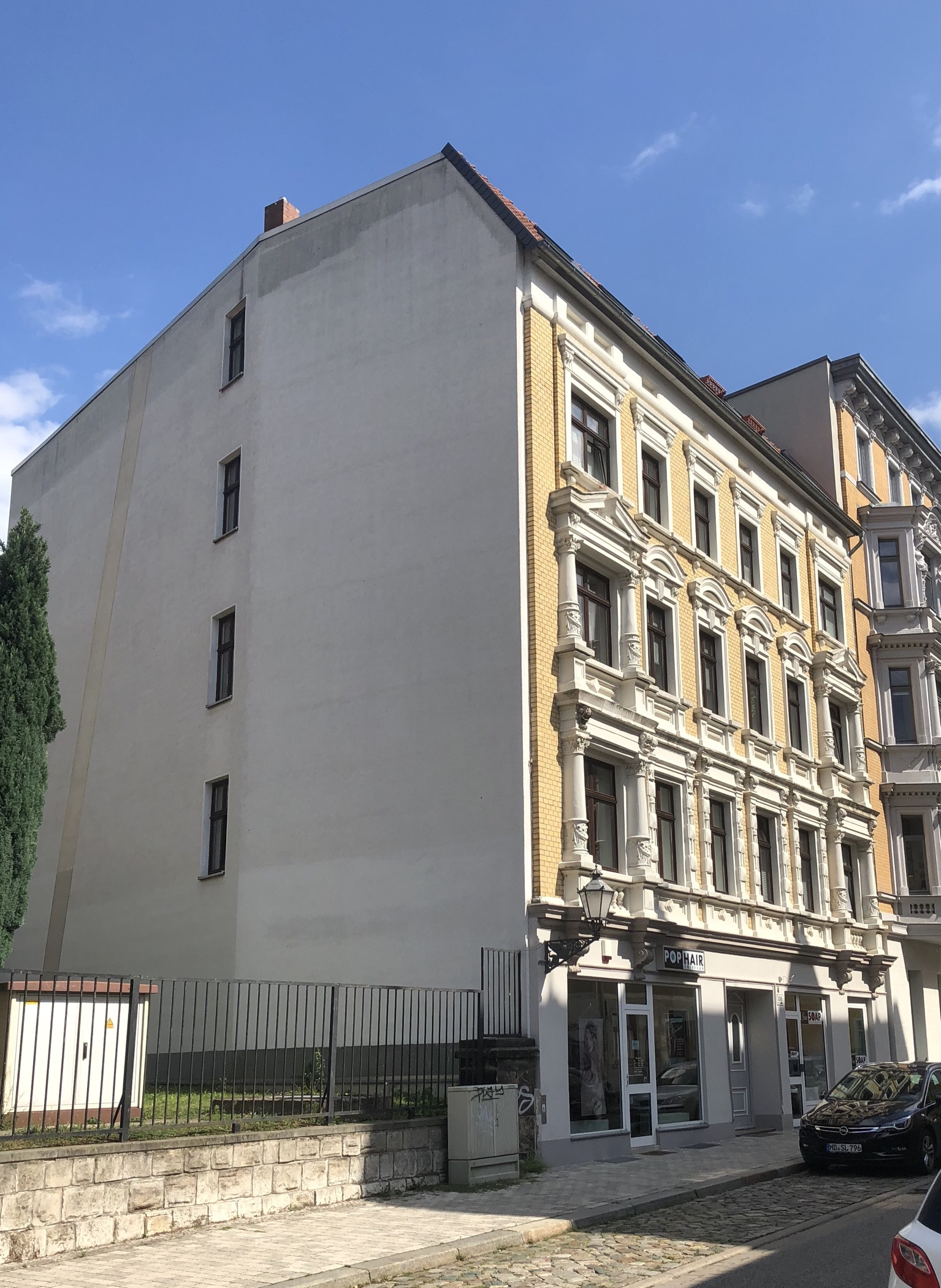
Schönebecker Straße 116, Blick von Nordwesten, 2019

Schönebecker Straße 116 ist ein denkmalgeschütztes Wohn- und Geschäftshaus in Magdeburg in Sachsen-Anhalt.

## Lage
Es befindet sich auf der Ostseite der Schönebecker Straße im Magdeburger Stadtteil Buckau im sogenannten Buckauer Engpass. Südlich grenzt das gleichfalls denkmalgeschützte Haus Schönebecker Straße 115 an.

## Architektur und Geschichte
Das viergeschossige verputzte Gebäude entstand im Jahr 1888 im Stil des Neobarock. Gebaut wurde es aus Ziegeln durch den Maurermeister A. Paul für den Bauherren, Agent Carl Seckel. Der repräsentativ gestaltete Bau verfügt über eine sechsachsige üppig mit Stuck verzierte Fassade. Jeweils die äußerste Fensterachse links und rechts ist breiter als die übrigen und durch vorgesetzte Halbsäulen betont.
Das Erdgeschoss wurde in späterer Zeit verändert und präsentiert sich jetzt schlicht.
Im örtlichen Denkmalverzeichnis ist das Wohn- und Geschäftshaus unter der Erfassungsnummer 094 17874 als Baudenkmal verzeichnet.
Das Gebäude gilt als Teil des gründerzeitlichen Straßenzuges als städtebaulich bedeutsam.